# Gornja Krćina
Gornja Krćina je naseljeno mjesto u sastavu općine Ugljevik, Republika Srpska, BiH.

## Stanovništvo
| Gornja Krćina      |              |
| godina popisa      | 1991.        |
| Srbi               | 321 (99,69%) |
| Muslimani          | 0            |
| Hrvati             | 0            |
| Jugoslaveni        | 0            |
| ostali i nepoznato | 1 (0,31%)    |
| ukupno             | 322          |